# Hănești, Botoșani
Hănești este satul de reședință al comunei cu același nume din județul Botoșani, Moldova, România.

## Istorie
Legenda ce explică originea numelui satului este menționată de Lahovari în Marele Dicționar Geografic al României:
„Iată de ce satul – spune legenda – poartă numele de Hănești :

După căderea lui Aron-Vodă, Irimia-Movilă, boier distins fiind, bine văzut de Polonĭ, căpătă oaste de la eĭ și sub conducerea Hatmanuluĭ Zamoischi intră în Moldova și ocupă tronul.
Sultanul nemulțumit că Leșiĭ se amestecă în numirea Domnitorilor, trimese pe Kazan-Ghereĭ, Hanul-Crîmuluĭ, cu Tătarĭ și Enicerĭ asupra Polonilor. Ambele oștirĭ se întîlniră la Țuțora pe Prut, în județul Iași, și după o luptă de 3 zile, Irimia-Movilă temându-se de pĭerderi și de urgia Porțiĭ, stărui ca să se curme lupta și să se facă pace, lăsînd Hanuluĭ libera alegere a Domnuluĭ ; și după mijlocirile ce aŭ întrebuințat a reușit ca Hanul să-l aleagă Domn, după care obținu și de la Poartă confirmarea sa. In recunoștința acestuĭ bine ce i s’a făcut, Irimia-Movilă, ca Domn al Moldoveĭ, a dat act formal în 1595, în personala proprietate a Hanuluĭ, șapte sate cu moșiĭ în județul Dorohoiŭ. Satul acesta devenind centrul de așezare al Hanuluĭ se numi Hanescu și apoĭ Hănești, cum se zice și acum. ”—Lahovari, Brătianu, Tocilescu, Marele Dicționar Geografic al Romîniei, p. 698 

## Personalități originare din Hănești
- Teofil Vâlcu (1931-1993) - actor român, director al Teatrului Național din Iași (1972-1979)